# Ендрю Коен
Ендрю Коен (англ. Andrew Cohen, нар. 13 травня 1981, Калкара, Мальта) — мальтійський футболіст, нападник клубу «Хіберніанс» та збірної Мальти.

## Клубна кар'єра
У дорослому футболі дебютував 1999 року виступами за команду клубу «Хіберніанс», кольори якої захищає й донині.

## Виступи за збірну
У 2004 році дебютував в офіційних матчах у складі національної збірної Мальти. Наразі провів у формі головної команди країни 47 матчів, забивши 1 гол.

## Титули і досягнення
- Чемпіон Мальти: 2001-02, 2008-09, 2014-15
- Володар Кубка Мальти: 2005-06, 2006-07, 2011-12, 2012-13
- Володар Суперкубка Мальти: 2007, 2015
- Найкращий бомбардир Чемпіонату Мальти: 2004-05
- Футболіст року на Мальті: 2004-05, 2005-06, 2014-15